# Karamani
Karamani (makedonska: Карамани) är en ort i Nordmakedonien. Den ligger i kommunen Bitola, i den södra delen av landet, 100 kilometer söder om huvudstaden Skopje. Karamani ligger 579 meter över havet och antalet invånare är 529.